# 赵红 (排球运动员)
赵红（1966年11月4日—），中国前女子排球运动员。她在1988年夏季奥林匹克运动会中，参加了女子排球比赛并获得铜牌。退役后她移居荷兰。